# Piazza Armerina
Piazza Armerina is een stad die is gelegen nabij de stad Enna in het midden van het eiland Sicilië. Het heeft bijna 22.000 inwoners (2005).
De plaats is vooral bekend door de in de nabijgelegen vallei gelegen Romeinse villa, Villa Romana del Casale, die tot de best bewaarde villa's van de Romeinse tijd behoort. In de villa bevinden zich veel vloermozaïeken.

## Geschiedenis
De geschiedenis van Piazza Armerina begon in de periode van de Normandiërs, maar het gebied werd al bewoond sinds het einde van de prehistorie. Dit blijkt uit archeologische vondsten van Monte Navone en Montagna di Marzo. De stad bloeide op in de Romeinse tijd getuige de Villa Romana del Casale uit de 4e eeuw na Christus. De plaats bloeide weer op als marktplaats in de 12e eeuw. Door de eeuwen groeide de plaats uit tot een echte stad. Lang bleef men het Piazza, dat marktplaats betekent, noemen, maar in 1862 werd de plaats omgedoopt tot Piazza Armerina.
De bekendste inwoner van de stad is Antonino Cascino, die generaal was in de Eerste Wereldoorlog. Een groot standbeeld van hem staat midden in het centrum, met als onderschrift 'Siate la valanga che sale' ('Weest de lawine die stijgt'). Daarmee wilde hij uitdrukken dat zijn manschappen en masse de bergen bestormen in het Alpengebied, om zo de Oostenrijkers, de toenmalige vijand, te overrompelen.

## Geboren
- Matteo Trigona (1679-1753), bisschop van Syracuse en titulair aartsbisschop
- Filippo Trigona (1735-1824), bisschop van Syracuse
- Gaetano Trigona e Parisi (1767-1837), bisschop van Piazza Armerina, kardinaal-aartsbisschop van Palermo

## Afbeeldingen

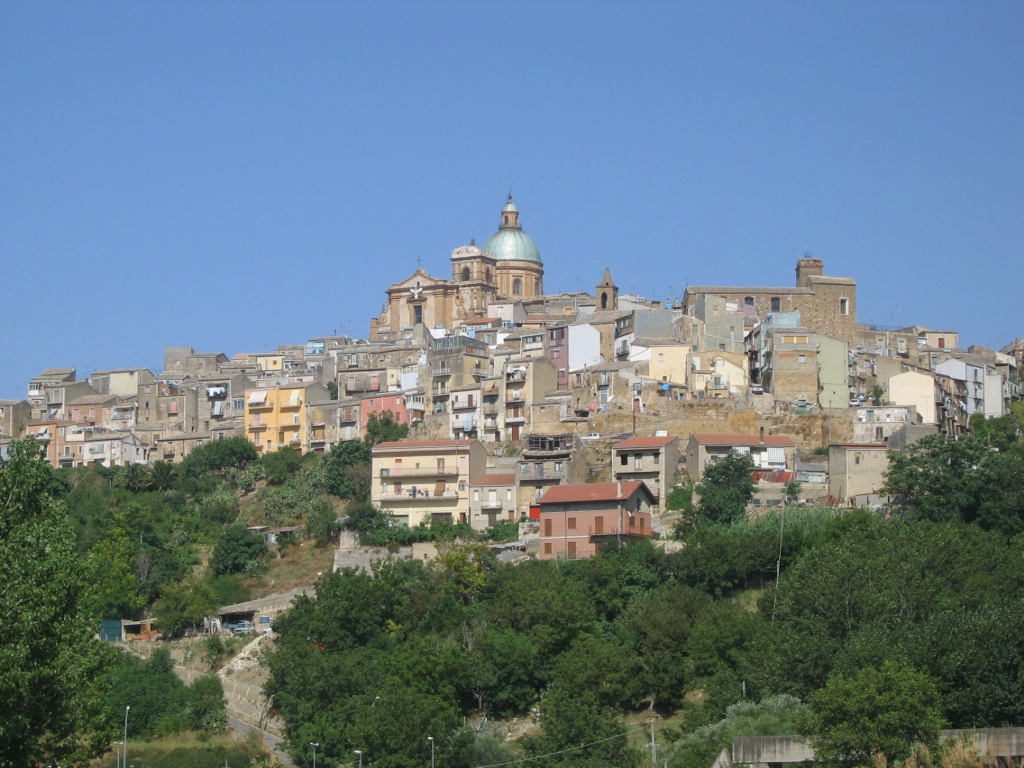
Piazza Armerina

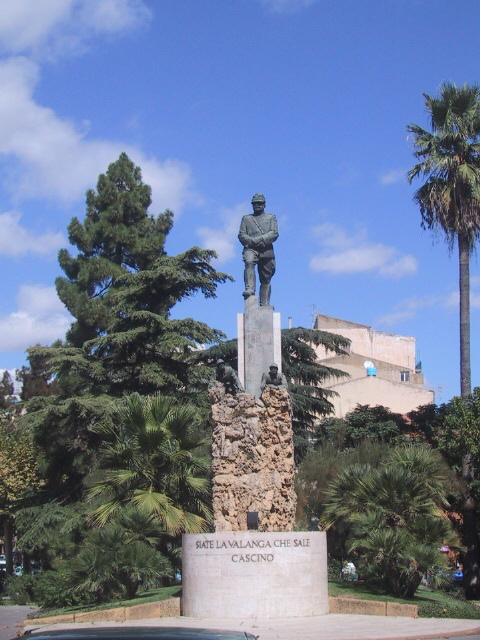
Generaal A. Cascino